# Dichromia isoplocalis
Dichromia isoplocalis là một loài bướm đêm trong họ Erebidae.